# マリオット・アルベルティネッリ
マリオット・アルベルティネッリ（Mariotto di Bindo di Biagio Albertinelli、1474年10月13日 – 1515年11月5日）はイタリアの画家である。フィレンツェで、フラ・バルトロメオと共同で工房を開くなどして活動した。

## 略歴
フィレンツェで金箔職人の息子に生まれた。父親の仕事を学んだ後、12歳の時(1486年)から、画家のコジモ・ロッセッリ(Cosimo Rosselli: 1439-1507)の工房に入り、同じ工房で学んでいたフラ・バルトロメオ（本名バッチョ・デッラ・ポルタ: 1472-1517）と親友になった。アルベルティネッリは絵の修行のために古代からの美術品を多く所有しているメディチ家に出入りし、骨董品を描いて修行し、メディチ家の家族から絵の注文を受けるようになったが、メディチ家当主、ピエロ・ディ・ロレンツォ・デ・メディチは1494年にフィレンツェを追放されることになった。1494年にフラ・バルトロメオがロッセリの工房から独立する時、アルベルティネッリと共同で工房を開き、すべてを共有した。この関係は1500年に、フラ・バルトロメオが、一時的に絵を描くのをやめドミニコ会修道士としてサン・マルコ修道院に入るまで続いた。
フラ・バルトロメオが去った後、アルベルティネッリはフラ・バルトロメオの未完の注文の仕事を完成させ、1503年にジュリアーノ・ブジャルディーニ(1475-1555)を新しいパートナーとした。
1510年にドミニコ会修道院がフラ・バルトロメオがアルベルティネッリと共同で画家として働くことを許し、共作が再開されるが、1513年初めに、アルベルティネッリが私生活の問題で絵を描くのを止め、より楽な仕事をしたいとして宿屋の主人を始めたとされる。その年の終わりには絵を再開するが1515年に病気で死去した。
弟子やアルベルティネッリの下で働いた画家にはフランチャビージオやヤコポ・ダ・ポントルモ、ジュリアーノ・ブジャルディーニ、インノチェンツォ・ダ・イモラらがいる。

## 作品

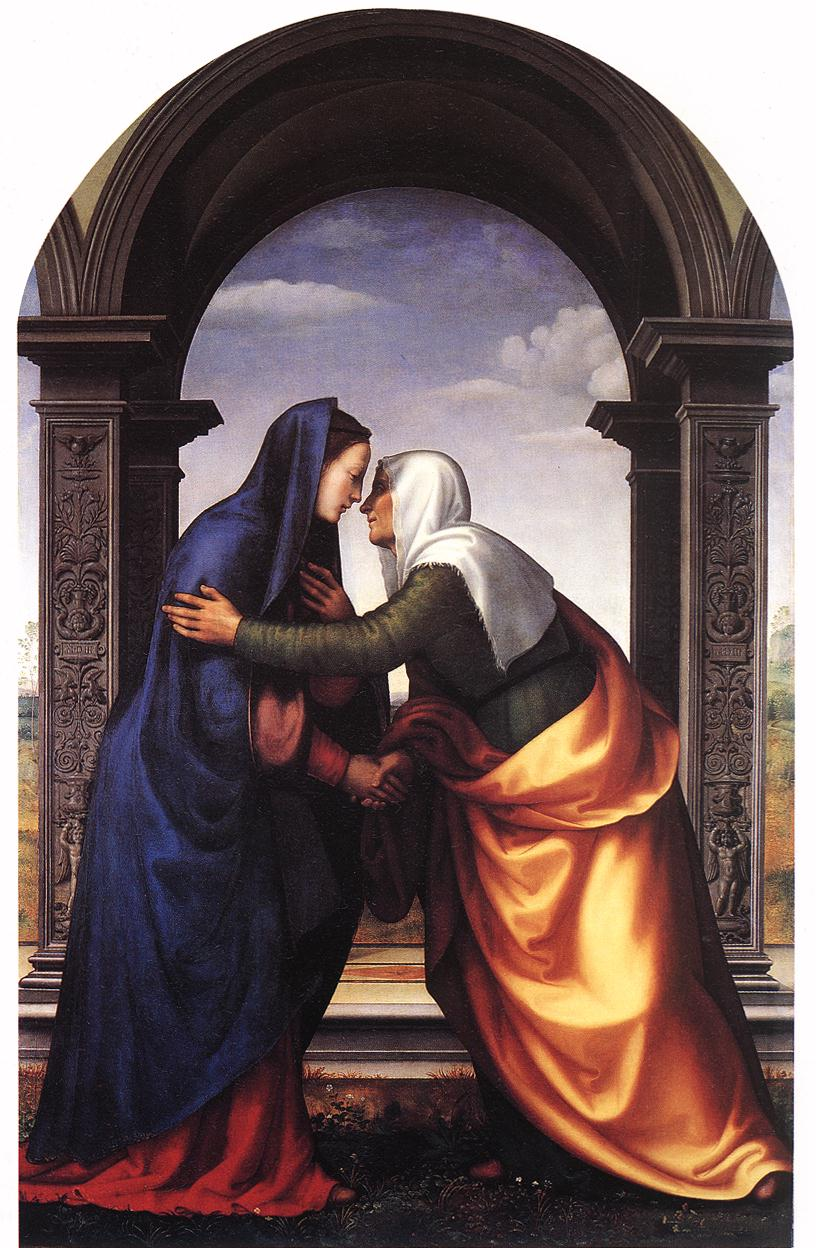
『聖母のエリザベト訪問』 (1503年) ウフィツィ美術館  (フィレンツェ)
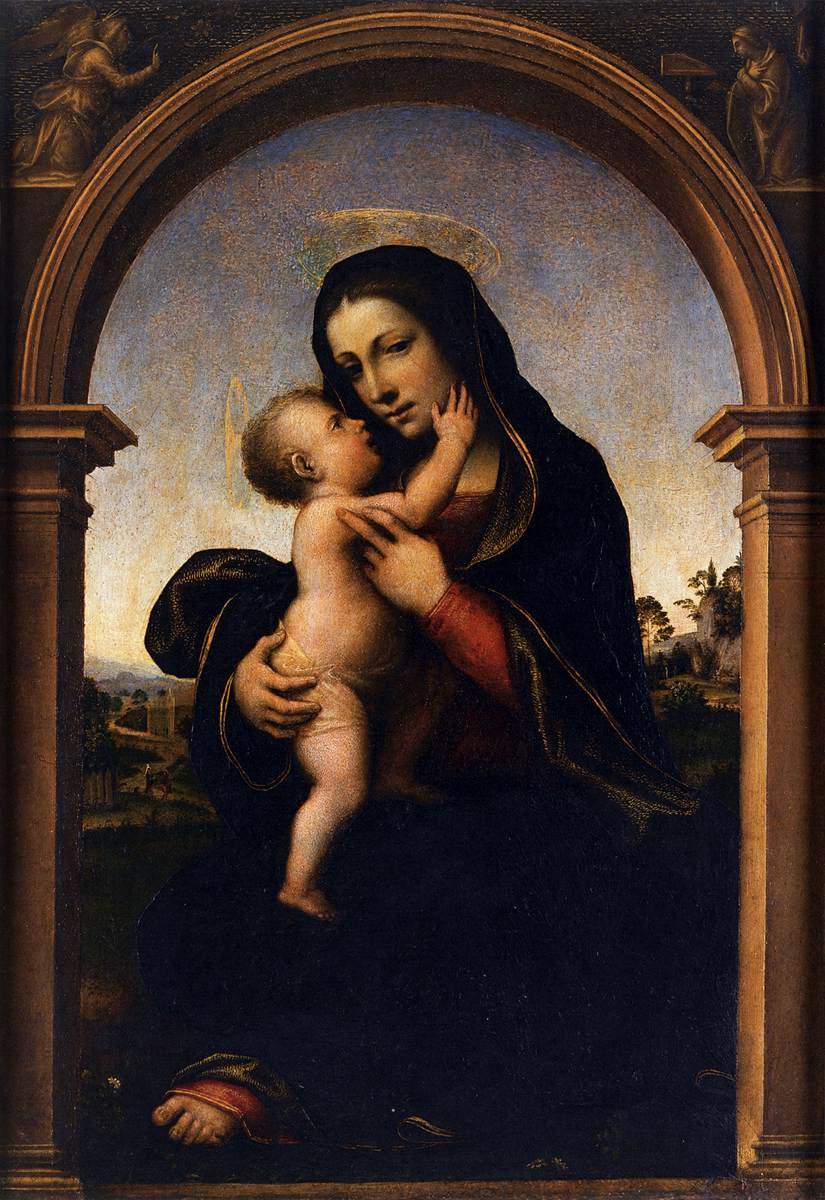
『聖母子』 (1512年ごろ)
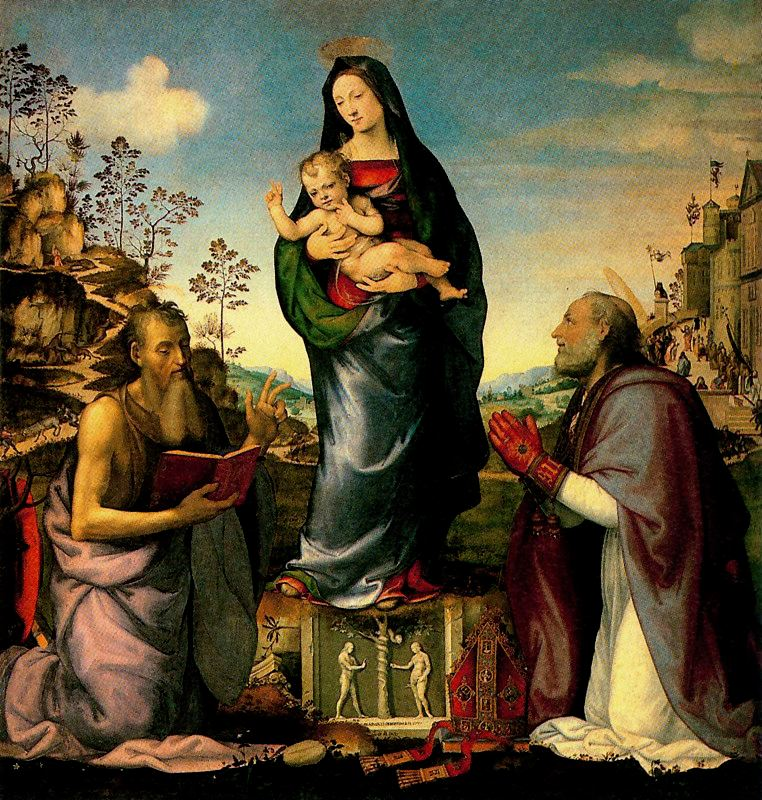
『聖母と聖人』
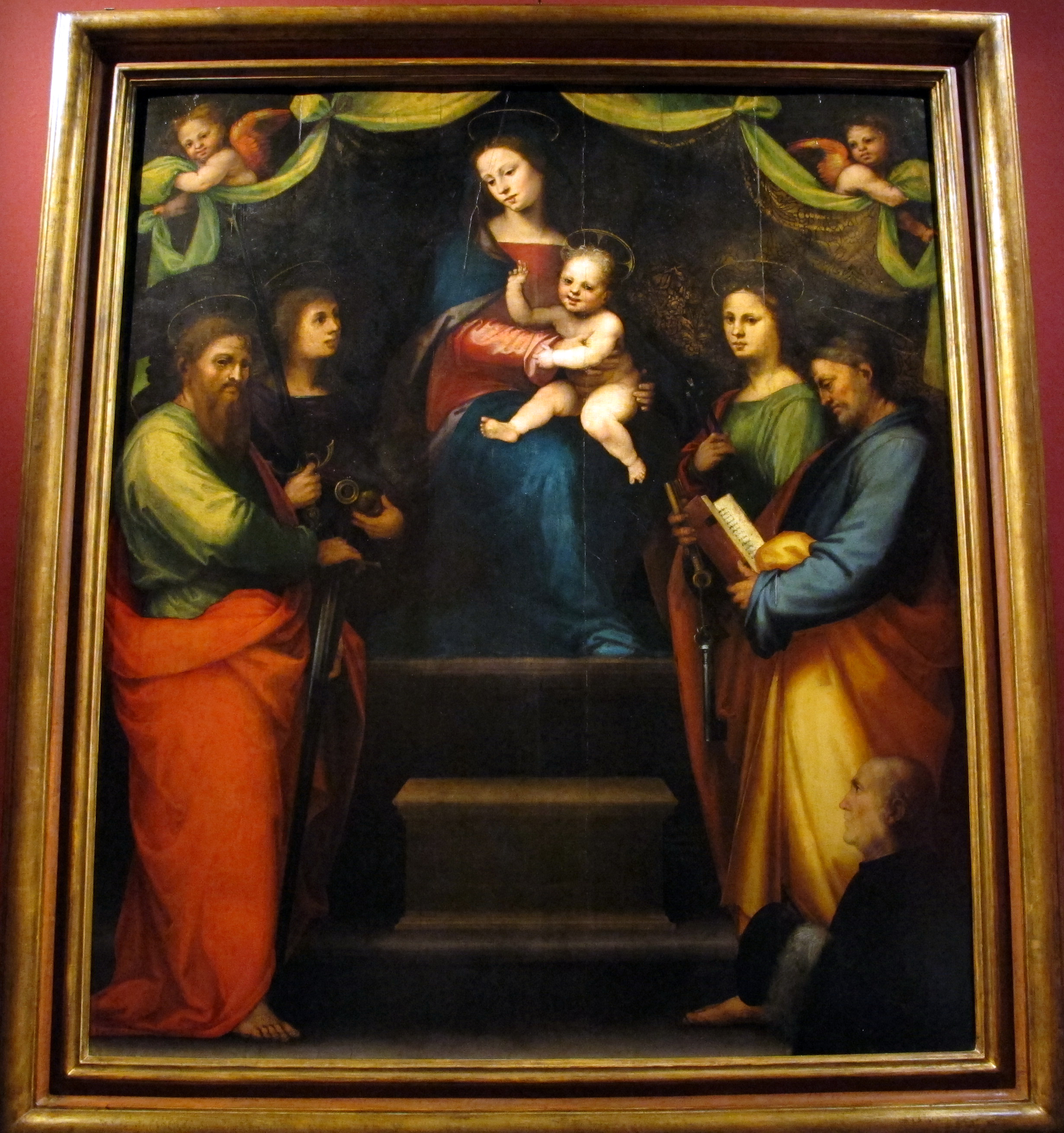
『聖母子、聖人と寄進者』